# Faluba Kálmán
Faluba Kálmán (Budapest, 1941. szeptember 17. –) magyar filológus, műfordító, lexikográfus. A nyelvtudományok kandidátusa (1995). Az Eötvös Loránd Tudományegyetem Bölcsészettudományi Kar Romanisztikai Intézet oktatója.

## Életpályája
1960–1965 között az ELTE BTK spanyol-olasz szakos hallgatója volt. 1965-től az ELTE BTK spanyol tanszékén adjunktus, docens, a katalán csoport vezetője volt. 1990-től a Magyar-Katalán Baráti Társaság elnöke. 1999–2006 között tanszékvezető volt. 2006–2012 között a Katalán Nyelv és Irodalom Nemzetközi Szövetségének elnöke volt.
Kutatási területe az iberoromán lexikográfia és a magyar-spanyol kapcsolatok. 

## Főbb művei
- Faluba Kálmán–Horányi Mátyás: Spanyol nyelvkönyv; Tankönyvkiadó, Budapest, 1971
- Faluba Kálmán–Horányi Mátyás: Spanyol nyelvtan; Tankönyvkiadó, Budapest, 1971
- Bikfalvy Péter–Faluba Kálmán: Spanyol nyelvkönyv; Tankönyvkiadó, Budapest, 1972
- Katalán-magyar kéziszótár (Morvay Károllyal, 1990)
- Magyar-spanyol-katalán társalgás (Morvay Károllyal, 1991)
- Magyar-katalán kéziszótár (Morvay Károllyal, 1996)
- Spanyol-magyar kisszótár (társszerző, 2004)
- Magay Tamás–Faluba Kálmán: Bibliai eredetű kifejezések, közmondások, bölcsességek magyarul és spanyolul / Giros, dichos, refranes, máximas de origen Bíblico en húngaro y en español; Tinta, Budapest, 2019 (Az ékesszólás kiskönyvtára)

## Díjai
- Nemzetközi Ramon Llull-díj (1993)
- Széchenyi professzor ösztöndíj (2000-2003)
- Magyar Ezüst Érdemkereszt (2007)